# NGC 4034
NGC 4034 (również PGC 37935 lub UGC 7006) – galaktyka spiralna (Sc), znajdująca się w gwiazdozbiorze Smoka. Odkrył ją William Herschel 6 kwietnia 1793 roku.